# Nita Talbot
Nita Talbot (ur. 8 sierpnia 1930 w Nowym Jorku) – amerykańska aktorka.

## Życie prywatne
W 1954 poślubiła Dona Gordona, jednak to małżeństwo skończyło się rozwodem. W 1961 poślubiła Thomasa A Geas z którym miała 1 dziecko i to małżeństwo skończyło się rozwodem.

## Wybrana Filmografia
- 1949: Wielkie uczucie jako modelka
- 1951: Szukaj jutra jako Rose Peterson
- 1965: Szczęśliwa dziewczyna jako Sunny Daze
- 1968: Colombo
- 1982: Nocna Zmiana jako Vivian
- 1990: Puppet Master II jako Camille
- 1997: Spider-Man jako Anastasia Hardy